# Supercoppa dei Paesi Bassi 2000
La Supercoppa dei Paesi Bassi 2000 (ufficialmente Johan Cruijff Schaal V) è stata l'undicesima edizione della Johan Cruijff Schaal.
Si è svolta il 13 agosto 2000 all'Amsterdam ArenA tra il PSV Eindhoven, vincitore della Eredivisie 1999-2000, e il Roda JC, vincitore della KNVB beker 1999-2000.
A conquistare il titolo è stato il PSV Eindhoven che ha vinto per 2-0 con reti di Adil Ramzi e Ernest Faber.

## Partecipanti
| Squadre | Qualificazione                       | Partecipazioni precedenti (il grassetto indica la vittoria) |
| ------- | ------------------------------------ | ----------------------------------------------------------- |
| PSV     | Vincitore della Eredivisie 1999-2000 | 5 (1991, 1992, 1996, 1997, 1998)                            |
| Roda JC | Vincitore della KNVB beker 1999-2000 | 1 (1997)                                                    |

## Tabellino
| Arbitro: | Bossen |

|                     |           |  |
| Ramzi 29’ Faber 44’ | Marcatori |  |

| PSV Eindhoven | Roda JC |

### Formazioni
| PSV:          |  |                     |             |     |
|               |  |                     |             |     |
| P             |  | Ronald Waterreus    |             |     |
| D             |  | André Ooijer        |             | 32’ |
| D             |  | Jurij Nykyforov     | Ammonizione |     |
| D             |  | Kevin Hofland       | Ammonizione |     |
| D             |  | Jan Heintze         |             |     |
| C             |  | Adil Ramzi          |             | 82’ |
| C             |  | Johann Vogel        |             |     |
| C             |  | Mark van Bommel (c) | Ammonizione |     |
| C             |  | Wilfred Bouma       |             |     |
| A             |  | Arnold Bruggink     |             | 80’ |
| A             |  | Mateja Kežman       |             |     |
| Sostituzioni: |  |                     |             |     |
| D             |  | Ernest Faber        |             | 35’ |
| C             |  | John de Jong        |             | 80’ |
| C             |  | Dennis Rommedahl    |             | 82’ |
| Allenatore:   |  |                     |             |     |
| Eric Gerets   |  |                     |             |     |

| Roda JC:       |  |                   |             |     |
|                |  |                   |             |     |
| P              |  | Željko Kalac      |             |     |
| D              |  | Ger Senden        |             |     |
| D              |  | Humphrey Rudge    |             |     |
| D              |  | Ramon van Haaren  | Ammonizione |     |
| D              |  | Mark Luijpers     |             |     |
| C              |  | Kevin Van Dessel  |             |     |
| C              |  | Sven Vandenbroeck |             | 65’ |
| C              |  | Eric van der Luer | Ammonizione |     |
| C              |  | Tom Soetaers      |             |     |
| A              |  | Bernard Tchoutang |             | 80’ |
| A              |  | Bob Peeters       |             | 80’ |
| Sostituzioni:  |  |                   |             |     |
| D              |  | Igor Tomašić      |             | 65’ |
| C              |  | Dave Zafarin      |             | 80’ |
| A              |  | Gábor Torma       |             | 80’ |
| Allenatore:    |  |                   |             |     |
| Sef Vergoossen |  |                   |             |     |